# Damián Puebla
Damián Ariel Puebla (Córdoba, 15 settembre 2002) è un calciatore argentino, centrocampista o attaccante dell'Instituto (C).

## Caratteristiche tecniche
È un centrocampista centrale.

## Carriera
Puebla è cresciuto nei settori giovanili di Racing (C) e Boca Juniors. Nel gennaio del 2023 ha firmato con l'Instituto (C) ed il 31 luglio ha debuttato in prima squadra nell'incontro di Copa de la Liga Profesional perso 4-2 contro il Godoy Cruz.
Ha segnato il suo primo gol in carriera il 30 gennaio 2024 aprendo le marcature nel successo per 3-0 sull'Atl. Tucumán.

## Statistiche

### Presenze e reti nei club
Statistiche aggiornate al 3 giugno 2024.
| Stagione        | Squadra         | Campionato      | Campionato | Campionato | Coppe nazionali | Coppe nazionali | Coppe nazionali | Coppe continentali | Coppe continentali | Coppe continentali | Altre coppe | Altre coppe | Altre coppe | Totale | Totale | Totale |
| Stagione        | Squadra         | Comp            | Pres       | Reti       | Comp            | Pres            | Reti            | Comp               | Pres               | Reti               | Comp        | Pres        | Reti        | Pres   | Reti   |        |
| --------------- | --------------- | --------------- | ---------- | ---------- | --------------- | --------------- | --------------- | ------------------ | ------------------ | ------------------ | ----------- | ----------- | ----------- | ------ | ------ | ------ |
| 2023            | Instituto (C)   | PD              | 1          | 0          | CA+CdL          | 0+1             | 0               |                    | -                  | -                  |             | -           | -           | 2      | 0      |        |
| 2024            | Instituto (C)   | PD              | 4          | 0          | CA+CdL          | 0+13            | 0+6             |                    | -                  | -                  |             | -           | -           | 17     | 6      |        |
| Totale carriera | Totale carriera | Totale carriera | 5          | 0          |                 | 14              | 6               |                    | -                  | -                  |             | -           | -           | 19     | 6      |        |